# Burghley House

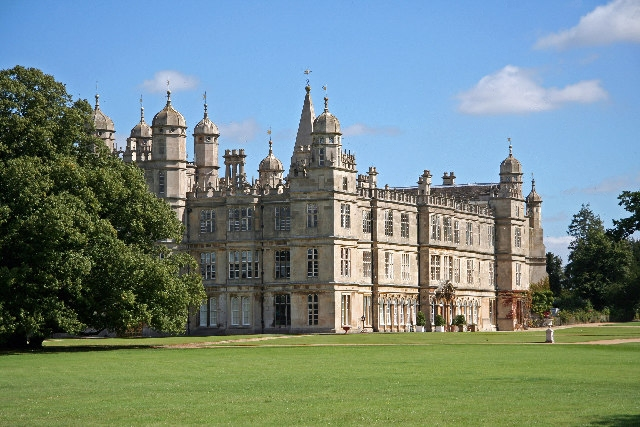
Burghley House vista de Sudoeste (2005)

Burghley House é um grande palácio rural quinhentista, situado próximo da cidade de Stamford, no Lincolnshire, Inglaterra. O seu parque foi desenhado por Capability Brown.
O fronteira do Lincolnshire fica entre a cidade e Burghley House que, de facto, está localizada no antigo Soke of Peterborough, anteriormente parte do Northamptonshire mas agora no Cambridgeshire. O palácio é administrado como fazendo parte da área de Peterborough.

## História

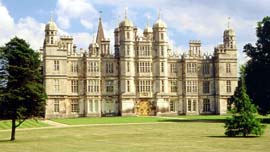
Fachada de Burghley House.

Burghley foi construído por Sir William Cecil, 1º Barão Burghley, mais tarde 1º Barão Burghley, que foi Lord Tesoureiro da rainha Isabel I, entre 1555 e 1587. Foi posteriormente a residência dos seus descendentes, os Condes e Marqueses de Exeter, e é actualmente propriedade duma instituição de caridade formada pela família. Lady Victoria Leatham, uma filha de David Cecil, 6º Marquês de Exeter, uma reconhecida expert em antiguidades, vive no palácio como directora da instituição. 
O palácio é um dos principais exemplos da arquitectura inglesa do século XVI, além de ter uma série de salas remodeladas em Estilo Barroco. O corpo principal do edifício tem 35 grandes salas, distribuidas pelo andar térreo e pelo primeiro andar. Tem mais de 80 salas menores e numerosos halls, corredores, salas de banho e áreas de serviço.

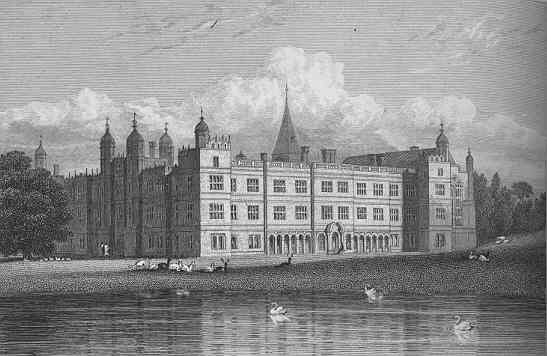
Burghley House nas Views of the Seats of Noblemen and Gentlemen (1829), de Jones.

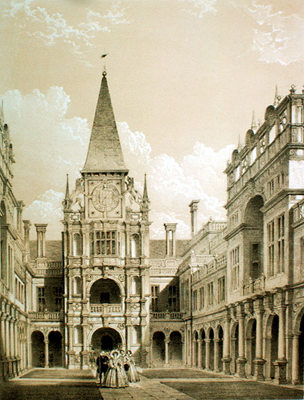
O pátio de Burghley House foi desenhado por Joseph Nash, no século XIX, mas assemelha-se ao Estilo Isabelino

No século XVII, as galerias abertas em redor do piso térreo foram fechadas. Apesar de o palácio ter sido construído com a forma de uma letra E, em honra da rainha Isabel I (Elizabeth), falta-lhe actualmente a sua ala Noroeste. Durante o período em que foi propriedade de Brownlow Cecil, 9º Conde de Exeter, e sob a supervisão de Capability Brown, a fachada Sul foi elevada para alterar a linha dos telhados, e a ala Noroeste foi demolida para permitir melhores vistas sobre o novo parque.
Todas as avenidas do parque foram deixadas por Capability Brown, prestando o devido respeito às plantas existentes, algumas das quais já do século XVI ou mesmo anteriores. Brown também criou um lago entre 1775 e 1780. Ele descobriu nos campos uma jazida impermiável de argila azul, e alargou o lago dos 9 acres (36.000 m²) originais para um 26 acres (105.000 m²). O seu inteligente desenho dá a impressão de estarmos perante um rio serpenteante. Brown também desenhou a Lion Bridge por um custo de 1.000 guineas (1.050 libras), em 1778. Originalmente, a ponte estava ornamentada por leões de pedra,mas estes deterioraram-se com o tempo, e as pedras existentes foram trabalhadas pelo pedreiro local, Herbert Gilbert, estando no local desde 1844.
Burghley House acolhe anualmente uma prova equestre, a Burghley Horse Trials.

## Burghley House no cinema
- O Código Da Vinci
- Orgulho e Preconceito
- Elizabeth, The Golden Age (lançado em Outubro de 2007)
- A BBC Two filmou uma série, em onze capítulos, sobre Burghley House, transmitida no programa Castle in the Country, iniciada em Outubro de 2006.